# The Cowardly Way
The Cowardly Way er en amerikansk stumfilm fra 1915 af John Ince.

## Medvirkende
- Florence Reed som Eunice Fielding.
- Isabel MacGregor som Marjorie Harcourt.
- Maude Hill som Nance St. Germain.
- Bennett Southard som Hack Harcourt.
- Ferdinand Tidmarsh som Bob Fisher.